# Trichosteleum distichophyllum
Trichosteleum distichophyllum là một loài rêu trong họ Sematophyllaceae. Loài này được (Hampe ex Dozy & Molk.) A. Jaeger mô tả khoa học đầu tiên năm 1878.